# Smalbladet plysmos
Smalbladet plysmos (Orthodontium lineare) er et almindeligt, invasivt mos i Danmark, især på råddent træ i skove. Det videnskabelige artsnavn lineare betyder 'linjeformet' (af latin linea linje) og hentyder til de smalle blade.